# Saint-Jean-Froidmentel
Pour les articles homonymes, voir Saint-Jean.
Saint-Jean-Froidmentel est une commune française située dans le département de Loir-et-Cher, en région Centre-Val de Loire.
Localisée au nord du département, la commune fait partie de la petite région agricole « les Vallée et Coteaux du Loir », bordée au nord par un coteau raide et au sud par les coteaux en pente douce.
L'occupation des sols est marquée par l'importance des espaces agricoles et naturels qui occupent la quasi-totalité du territoire communal. Aucun espace naturel présentant un intérêt patrimonial n'est toutefois recensé sur la commune dans l'inventaire national du patrimoine naturel. En 2010, l'orientation technico-économique de l'agriculture sur la commune est la culture des céréales et des oléoprotéagineux. À l'instar du département qui a vu disparaître le quart de ses exploitations en dix ans, le nombre d'exploitations agricoles a fortement diminué, passant de 7 en 1988, à 11 en 2000, puis à 11 en 2010.

## Géographie

### Localisation et communes limitrophes
La commune de Saint-Jean-Froidmentel se trouve au nord du département de Loir-et-Cher, dans la petite région agricole des Vallée et Coteaux du Loir,. À vol d'oiseau, elle se situe à 41,3 km  de Blois, préfecture du département, à 22,3 km de Vendôme, sous-préfecture, et à 33,3 km de Savigny-sur-Braye, chef-lieu du canton du Perche dont dépend la commune depuis 2015. La commune fait en outre partie du bassin de vie de Cloyes-sur-le-Loir.
Les communes les plus proches sont : 
Brévainville (3,3 km), Romilly-sur-Aigre (4,3 km)(Eure-et-Loir), Saint-Hilaire-la-Gravelle (4,3 km), Cloyes-sur-le-Loir (4,5 km)(Eure-et-Loir), Villebout (5,8 km), Morée (6 km), Montigny-le-Gannelon (6,4 km)(Eure-et-Loir), Charray (6,6 km)(Eure-et-Loir) et Autheuil (6,7 km) (Eure-et-Loir).
Le village se situe au bord du Loir, à la limite entre le Perche et la Beauce. Ses communes voisines sont Cloyes, Saint-Hilaire-la-Gravelle et Brévainville.

### Lieux-dits et écarts
- Rougemont ;
- Vimoy ;
- Les Bordeaux ;
- Le Moulin de Saint-Jean-de-Froidmentel ;
- Vernouillet
- Beauvoir.

### Hydrographie
La commune est drainée par le Loir (3,282 km), l'Aigre (0,007 km), la Vallée de la Guette et par divers petits cours d'eau, constituant un réseau hydrographique de 15,96 km de longueur totale.
Le Loir traverse la commune du nord-est vers le sud-ouest. D'une longueur totale de 317,4 km, il prend sa source dans la commune de Champrond-en-Gâtine (Eure-et-Loir) et se jette  dans la Sarthe à Briollay (Maine-et-Loire), après avoir traversé 86 communes.
L'Aigre, d'une longueur totale de 30,8 km, prend sa source à Beauce la Romaine et se jette  dans le Loirà Romilly-sur-Aigre, après avoir traversé 7 communes.
Le Loir est un cours d'eau de deuxième catégorie, où le peuplement piscicole dominant est constitué de poissons blancs (cyprinidés) et de carnassiers (brochet, sandre et perche), tandis que l'Aigre est un cours d'eau de première catégorie, où le peuplement piscicole dominant est constitué de salmonidés (truite, omble chevalier, ombre commun, huchon).

### Climat
Pour des articles plus généraux, voir Climat du Centre-Val de Loire et Climat de Loir-et-Cher.
En 2010, le climat de la commune est de type climat océanique dégradé des plaines du Centre et du Nord, selon une étude du CNRS s'appuyant sur une série de données couvrant la période 1971-2000. En 2020, Météo-France publie une typologie des climats de la France métropolitaine dans laquelle la commune est exposée à un climat océanique altéré et est dans la région climatique Moyenne vallée de la Loire, caractérisée par une bonne insolation (1 850 h/an) et un été peu pluvieux.
Pour la période 1971-2000, la température annuelle moyenne est de 10,9 °C, avec une amplitude thermique annuelle de 14,2 °C. Le cumul annuel moyen de précipitations est de 708 mm, avec 11,1 jours de précipitations en janvier et 7 jours en juillet. Pour la période 1991-2020, la température moyenne annuelle observée sur la station météorologique de Météo-France la plus proche, « Droué - Morache », sur la commune de Droué à 15 km à vol d'oiseau, est de 11,2 °C et le cumul annuel moyen de précipitations est de 788,8 mm,. Pour l'avenir, les paramètres climatiques de la commune estimés pour 2050 selon différents scénarios d'émission de gaz à effet de serre sont consultables sur un site dédié publié par Météo-France en novembre 2022.

### Milieux naturels et biodiversité
Aucun espace naturel présentant un intérêt patrimonial n'est recensé sur la commune dans l'inventaire national du patrimoine naturel,,.

## Urbanisme

### Typologie
Au 1er janvier 2024, Saint-Jean-Froidmentel est catégorisée commune rurale à habitat dispersé, selon la nouvelle grille communale de densité à sept niveaux définie par l'Insee en 2022.
Elle est située hors unité urbaine. Par ailleurs la commune fait partie de l'aire d'attraction de Châteaudun, dont elle est une commune de la couronne,. Cette aire, qui regroupe 25 communes, est catégorisée dans les aires de moins de 50 000 habitants,.

### Occupation des sols
L'occupation des sols est marquée par l'importance des espaces agricoles et naturels (96,8 %). La répartition détaillée ressortant de la base de données européenne d'occupation biophysique des sols Corine Land Cover millésimée 2012 est la suivante : 
terres arables (11,6 %), 
cultures permanentes (0,6 %), 
zones agricoles hétérogènes (15,4 %), 
prairies (3,5 %), 
forêts (65,2 %), 
milieux à végétation arbustive ou herbacée (0,7 %), 
zones urbanisées (1 %), 
espaces verts artificialisés non agricoles (0,5 %), 
zones industrielles et commerciales et réseaux de communication (1,7 %), 
eaux continentales (0,5 %).

### Planification
La loi SRU du 13 décembre 2000 a incité fortement les communes à se regrouper au sein d'un établissement public, pour déterminer les partis d'aménagement de l'espace au sein d'un SCoT, un document essentiel d'orientation stratégique des politiques publiques à une grande échelle. La commune est dans le territoire du  SCOT des Territoires du Grand Vendômois, approuvé en 2006 et dont la révision a été prescrite en 2017, pour tenir compte de l'élargissement de périmètre,.
En matière de planification, la commune, en 2017, avait engagé l'élaboration d'un plan local d'urbanisme.

### Habitat et logement
Le tableau ci-dessous présente la typologie des logements à Saint-Jean-Froidmentel en 2016 en comparaison avec celle du Loir-et-Cher et de la France entière. Une caractéristique marquante du parc de logements est ainsi une proportion de résidences secondaires et logements occasionnels (15,7 %) inférieure à celle du département (18 %) mais supérieure à celle de la France entière (9,6 %). Concernant le statut d'occupation de ces logements, 91,3 % des habitants de la commune sont propriétaires de leur logement (89,1 % en 2011), contre 68,1 % pour le Loir-et-Cher et 57,6 pour la France entière.
|                                                         | Saint-Jean-Froidmentel | Loir-et-Cher | France entière |
| ------------------------------------------------------- | ---------------------- | ------------ | -------------- |
| Résidences principales (en %)                           | 72,0                   | 74,5         | 82,3           |
| Résidences secondaires et logements occasionnels (en %) | 15,7                   | 18           | 9,6            |
| Logements vacants (en %)                                | 12,3                   | 7,5          | 8,1            |

### Risques majeurs
Le territoire communal de Saint-Jean-Froidmentel est vulnérable à différents aléas naturels : inondations (par débordement du Loir ou par ruissellement), climatiques (hiver exceptionnel ou canicule), feux de forêts, mouvements de terrains ou sismique (sismicité très faible)11 avril 202011 avril 2020
Il est également exposé à un risque technologique :  le transport de matières dangereuses,.

#### Risques naturels

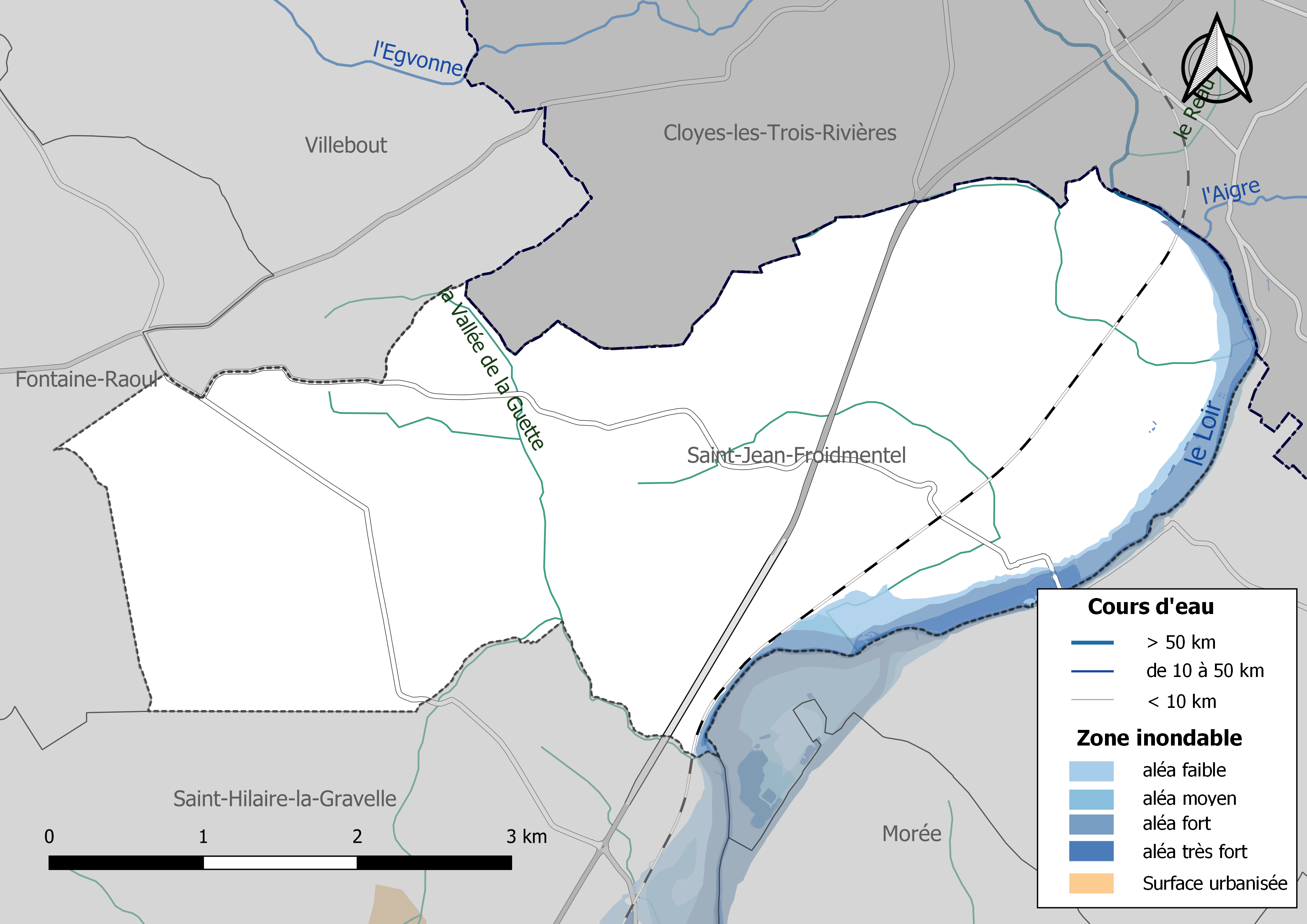
Zones inondables de la commune de Saint-Jean-Froidmentel.

Les mouvements de terrains susceptibles de se produire sur la commune sont soit des mouvements liés au retrait-gonflement des argiles, soit des glissements de terrains. Le phénomène de retrait-gonflement des argiles est la conséquence d'un changement d'humidité des sols argileux. Les argiles sont capables de fixer l'eau disponible mais aussi de la perdre en se rétractant en cas de sécheresse. Ce phénomène peut provoquer des dégâts très importants sur les constructions (fissures, déformations des ouvertures) pouvant rendre inhabitables certains locaux. La carte de zonage de cet aléa peut être consultée sur le site de l'observatoire national des risques naturels Georisques.
Les crues du Loir sont moins importantes que celles de la Loire, mais elles peuvent provoquer des dégâts importants. Les crues historiques sont celles de 1665 (4 m à l'échelle de Vendôme), 1784 (2,84 m), 1961 (2,90 m) et 2004 (2 m). Le débit maximal historique est de 256 m3/s et caractérise une crue de retour cinquantennal. Le risque d'inondation est pris en compte dans l'aménagement du territoire de la commune par le biais du Plan de prévention du risque inondation (PPRI) du Loir.

#### Risques technologiques
Le risque de transport de marchandises dangereuses sur la commune est lié à sa traversée par une route à fort trafic. Un accident se produisant sur une telle infrastructure est en effet susceptible d'avoir des effets graves au bâti ou aux personnes jusqu'à 350 m, selon la nature du matériau transporté. Des dispositions d'urbanisme peuvent être préconisées en conséquence.

## Toponymie

### Étymologie du nom
La première partie du nom de la commune rappelle le vocable de son église paroissiale, devouée au saint Jean-Baptiste, important personnage des débuts de la chrétienté élevé au rang de prophète.
La seconde vient d'une légende qui raconte l'histoire de la châtelaine du château de Montigny-le-Gannelon ; ne parvenant pas à avoir des enfants, elle accoucha miraculeusement de neuf bébés. Ne s'attendant pas à en avoir autant, elle en tua huit. Ce fut un scandale parmi les habitants de Montigny. Ces derniers jugèrent la châtelaine et la condamnèrent à dévaler la côte de Montigny, nue dans un tonneau, en plein hiver. Le tonneau flotta sur le Loir de Montigny à Saint-Jean, d'où l'on sortit le tonneau. La châtelaine était encore vivante, en sortant s'écria « Oh froidmentel ! » qui signifiait « manteau de froid »[réf. nécessaire].
Depuis 1811, Saint-Jean-Froidmentel est l'unique commune de France à porter ce suffixe ; le village de Saint-Claude-Froidmentel ayant été depuis réuni à Brévainville.

### Évolution du nom de la commune
Sous la Révolution, la volonté de déchristianiser la société française requiert un changement du toponyme : par délibération du conseil général de la commune, et en application du décret du 25 vendémiaire an II (16 octobre 1793), la commune nouvellement créée de Saint-Jean-Froidmentel adopta ainsi temporairement le nom de Aqua-Mentel.
La commune reprit son nom traditionnel à la Restauration.

## Histoire

### Origines
La bourg s'est bâti à l'époque médiévale autour du prieuré Sainte-Opportune, aujourd'hui totalement disparu. L'église actuelle, dédiée à saint Jean-Baptiste, date du XIIe siècle pour la partie la plus ancienne et est associée aux seigneurs de Rougemont.
Au Moyen Âge, la seigneurie de Rougemont relevait de baronnie de Fréteval et dominait un vaste domaine (dont la Blanchetterie, Rougeterre, Vimoy, le Buisson...). Les seigneurs de Rougemont  apparaissent dans les sources en 1202. Au XVIIe siècle, Simon François de Rougemont fait construire un château de style Louis XIII, qui est modifié en 1765.

### Révolution française et Empires
À la Révolution, le domaine est saisi et vendu le 28 vendémiaire an III à des habitants de la commune.
La commune possède une école à partir de 1776, gratuite et ouverte huit mois dans l'année. L'enseignant reste pendant longtemps le curé ou le sacristain. Cependant, la qualité de l'enseignement élémentaire est mise à mal par la première inspection faite en 1838, et l'on peut lire dans le rapport que « l'école de Saint-Jean-Froidmentel est une des plus arriérées et des plus mal tenues du canton. »
L'économie locale se développe rapidement au début du XIXe siècle, grâce à la fondation de la verrerie de Rougemont en 1799 par Bessirard-Latouche. Le maitre verrier possède une maison à proximité des ateliers. Elle emploie au début du XIXe siècle, une cinquantaine d'ouvrier et jusqu'à 80 ouvrier au début du XXe siècle. Elle ferme ses portes en 1928.

### Guerres desXIXeetXXesiècles
La commune compte un monument aux morts, inauguré en 1897 dans le cimetière, pour les victimes de la guerre de 1870 avec 19 noms inscrits dessus et un monument aux morts pour les guerres plus récentes avec 19 noms pour la Première Guerre mondiale et 1 nom pour la guerre d'Algérie. Marcel Boulay, jeune résistant est tué pendant les combats de la Libération, le 9 août 1944. La commune sert de base arrière au camp de Fréteval grâce à sa gare. Le colonel Lucien Boussa installe son poste de commandement à la gare, avec le soutien de Jeanne et Marcel Démoulière, chef de station. Grâce à la gare, de nombreux aviateurs sont sauvés. Le 12 août alors que la libération n'est pas encore officielle les aviateurs anglais sortent du camp et se rendent dans les villages de Busloup et Saint-Jean-Froidmentel pour parader.

## Politique et administration
- Jean-François-Albert du Pouget de Nadaillac (1818-1904) fut maire de Saint-Jean-Froidmentel du 7 novembre 1862 au 2 avril 1870[43].

### Découpage territorial
La commune de Saint-Jean-Froidmentel est membre de la Communauté de communes du Perche et Haut Vendômois, un établissement public de coopération intercommunale (EPCI) à fiscalité propre créé le 1er janvier 2014.
Elle est rattachée sur le plan administratif à l'arrondissement de Vendôme, au département de Loir-et-Cher et à la région Centre-Val de Loire, en tant que circonscriptions administratives. Sur le plan électoral, elle est rattachée au canton du Perche depuis 2015 pour l'élection des conseillers départementaux et à la troisième circonscription de Loir-et-Cher pour les élections législatives.

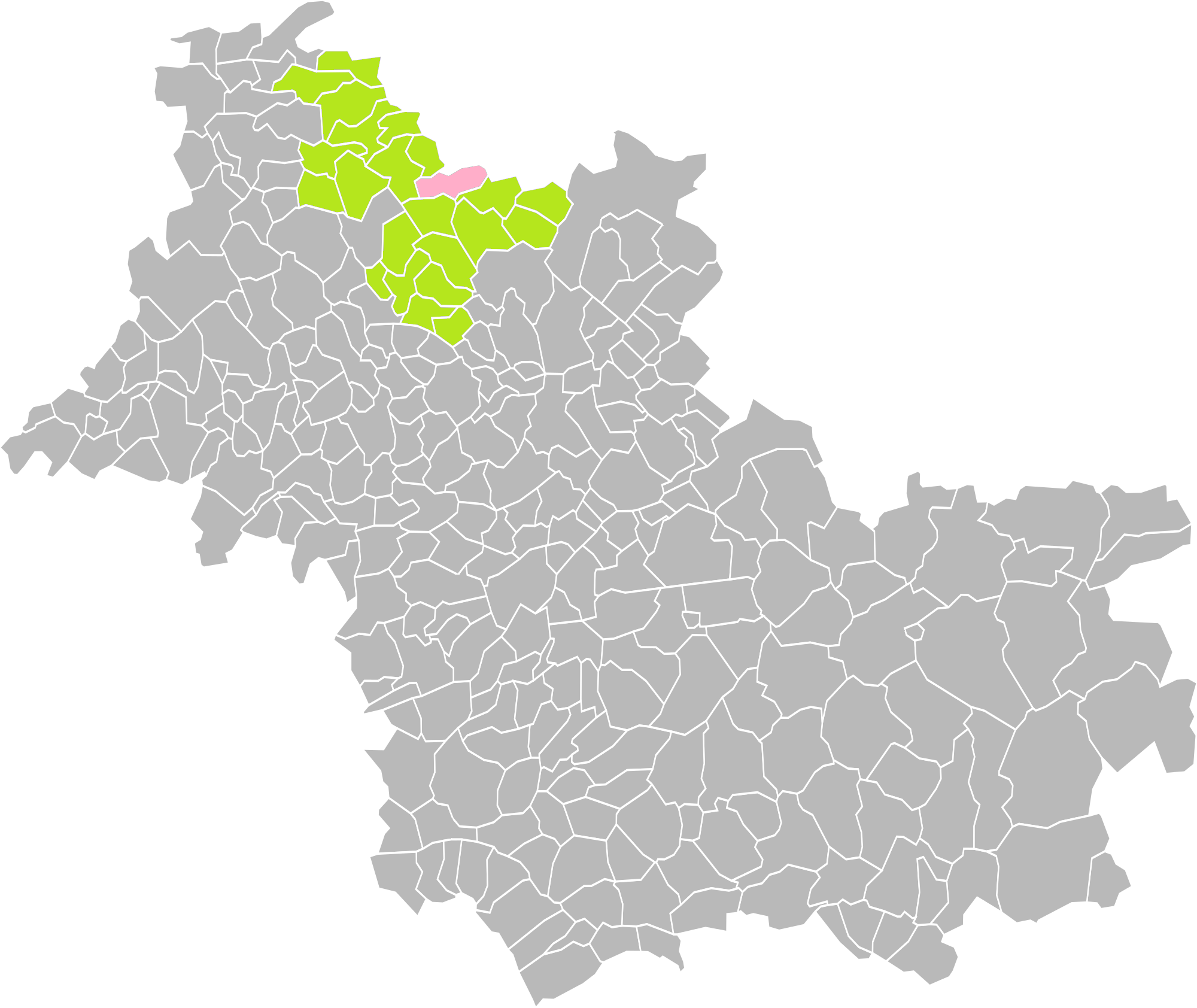
Saint-Jean-Froidmentel dans l'intercommunalité en 2016.
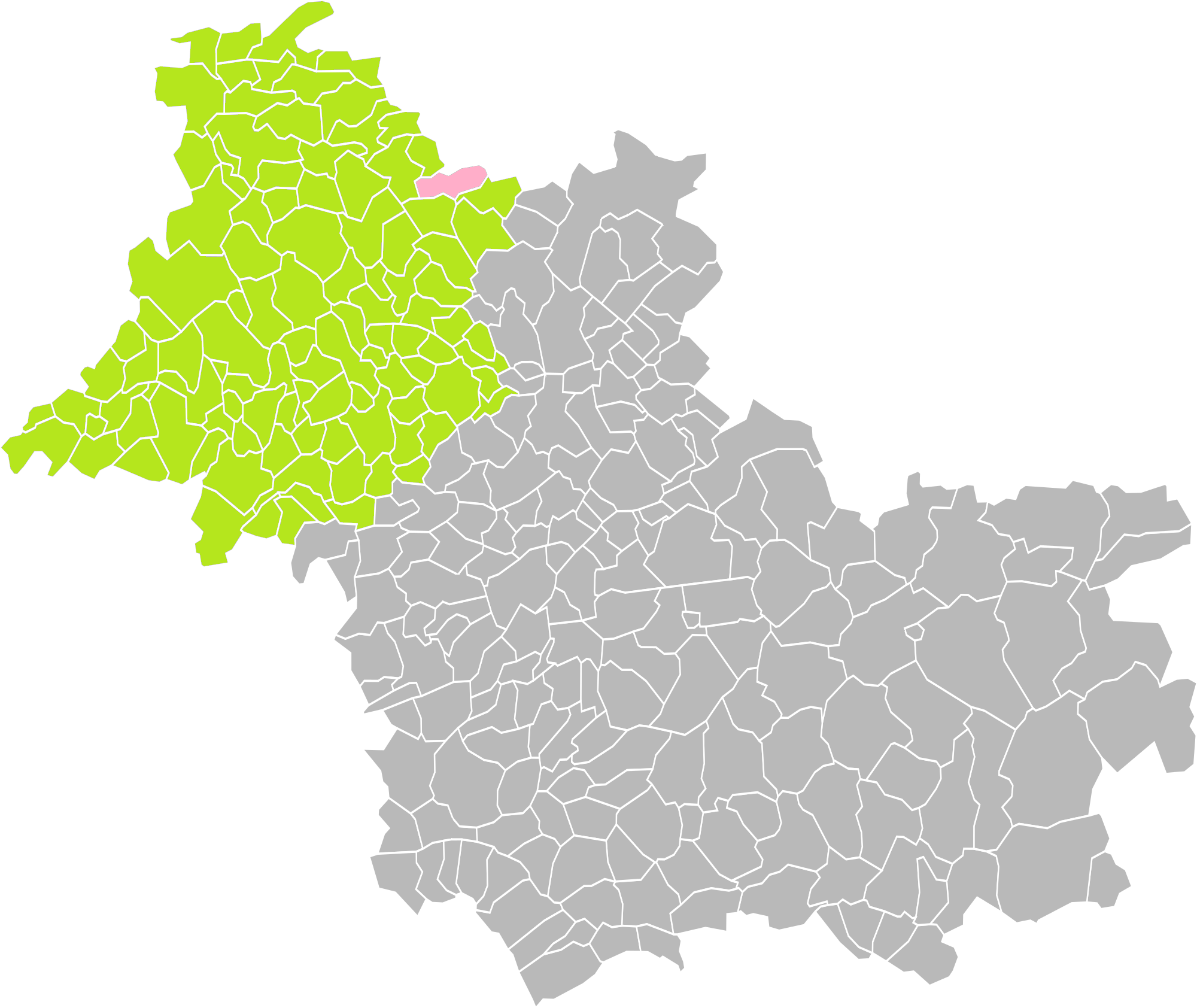
Saint-Jean-Froidmentel dans l'arrondissement de Vendôme en 2016.
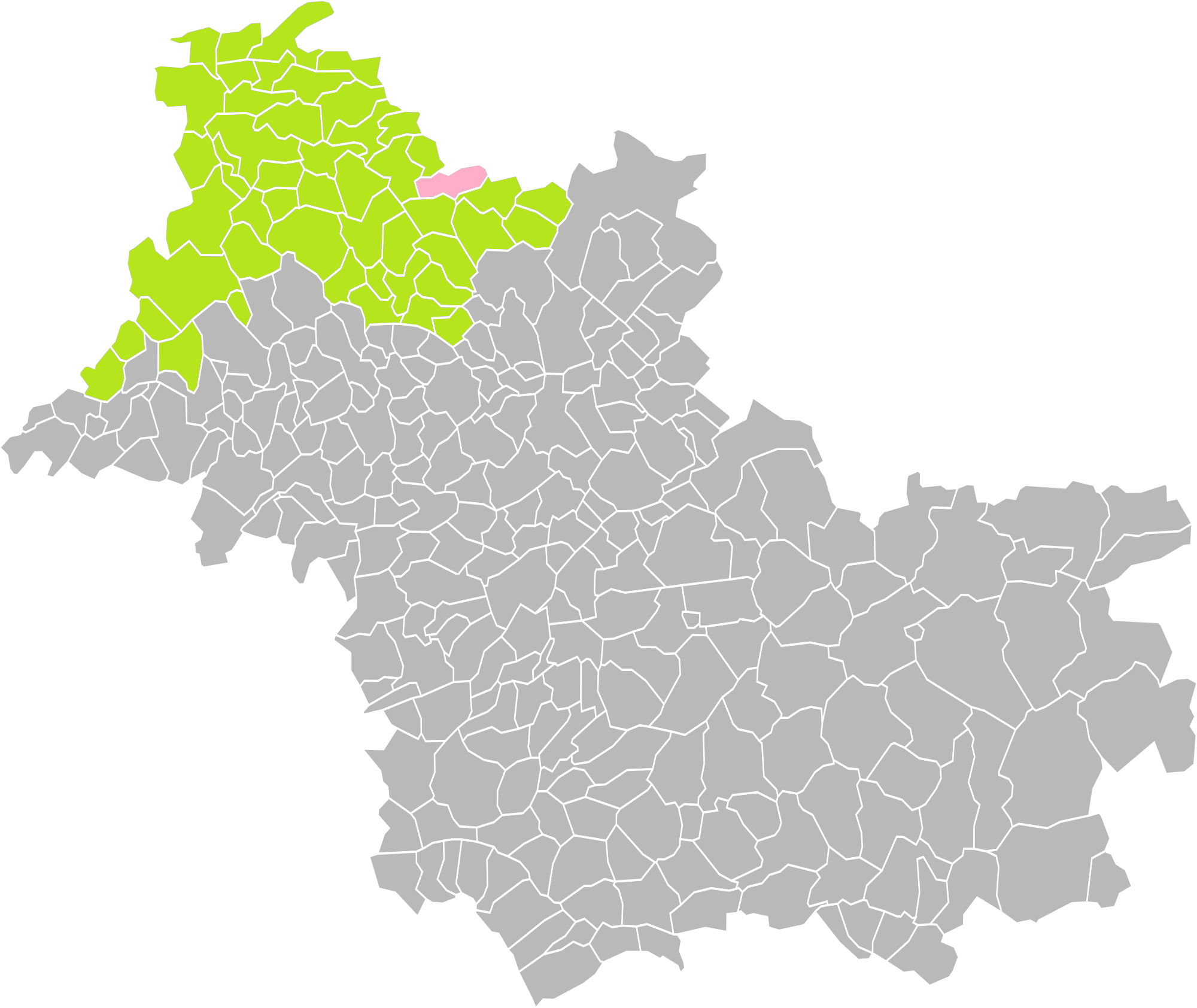
Saint-Jean-Froidmentel dans le canton du Perche en 2016.

### Politique et administration municipale

#### Conseil municipal et maire
Le conseil municipal de Saint-Jean-Froidmentel, commune de moins de 1 000 habitants, est élu au scrutin majoritaire plurinominal avec listes ouvertes et panachage. Compte tenu de la population communale, le nombre de sièges au conseil municipal est de 15. Le maire, à la fois agent de l'État et exécutif de la commune en tant que collectivité territoriale, est élu par le conseil municipal au scrutin secret lors de la première réunion du conseil suivant les élections municipales, pour un mandat de six ans, c'est-à-dire pour la durée du mandat du conseil.
| Période                                  | Période   | Identité            | Étiquette | Qualité    |
| ---------------------------------------- | --------- | ------------------- | --------- | ---------- |
| avant 1995                               | ?         | Georges Branjonneau | DVD       |            |
| mars 2001                                | mars 2008 | Jean-Pierre Fetter  | -         |            |
| mars 2008                                | mars 2014 | Christiane Gourdel  | -         |            |
| avril 2014                               | En cours  | Laurent Borel,      |           | Technicien |
| Les données manquantes sont à compléter. |           |                     |           |            |

## Population et société

### Démographie

#### Évolution démographique
L'évolution du nombre d'habitants est connue à travers les recensements de la population effectués dans la commune depuis 1793. Pour les communes de moins de 10 000 habitants, une enquête de recensement portant sur toute la population est réalisée tous les cinq ans, les populations de référence des années intermédiaires étant quant à elles estimées par interpolation ou extrapolation. Pour la commune, le premier recensement exhaustif entrant dans le cadre du nouveau dispositif a été réalisé en 2006.

En 2022, la commune comptait 507 habitants, en évolution de −6,46 % par rapport à 2016 (Loir-et-Cher : −1,15 %, France hors Mayotte : +2,11 %).
| 1793 | 1800 | 1806 | 1821 | 1831 | 1836 | 1841 | 1846 | 1851 |
| ---- | ---- | ---- | ---- | ---- | ---- | ---- | ---- | ---- |
| 513  | 518  | 518  | 658  | 620  | 771  | 774  | 795  | 821  |

| 1856 | 1861 | 1866 | 1872 | 1876 | 1881 | 1886 | 1891 | 1896 |
| ---- | ---- | ---- | ---- | ---- | ---- | ---- | ---- | ---- |
| 836  | 915  | 954  | 866  | 856  | 807  | 825  | 853  | 819  |

| 1901 | 1906 | 1911 | 1921 | 1926 | 1931 | 1936 | 1946 | 1954 |
| ---- | ---- | ---- | ---- | ---- | ---- | ---- | ---- | ---- |
| 826  | 828  | 851  | 732  | 721  | 580  | 589  | 551  | 517  |

| 1962 | 1968 | 1975 | 1982 | 1990 | 1999 | 2006 | 2011 | 2016 |
| ---- | ---- | ---- | ---- | ---- | ---- | ---- | ---- | ---- |
| 486  | 462  | 439  | 418  | 385  | 437  | 498  | 505  | 542  |

| 2021 | 2022 | - | - | - | - | - | - | - |
| ---- | ---- | - | - | - | - | - | - | - |
| 525  | 507  | - | - | - | - | - | - | - |

#### Pyramide des âges
La population de la commune est relativement jeune.
En 2018, le taux de personnes d'un âge inférieur à 30 ans s'élève à 35,4 %, soit au-dessus de la moyenne départementale (31,3 %). À l'inverse, le taux de personnes d'âge supérieur à 60 ans est de 26,5 % la même année, alors qu'il est de 31,6 % au niveau départemental.
En 2018, la commune comptait 280 hommes pour 273 femmes, soit un taux de 50,63 % d'hommes, largement supérieur au taux départemental (48,55 %).
Les pyramides des âges de la commune et du département s'établissent comme suit.
| Hommes | Classe d’âge | Femmes |
| ------ | ------------ | ------ |
| 0,7    | 90 ou +      | 1,8    |
| 7,4    | 75-89 ans    | 8,6    |
| 17,4   | 60-74 ans    | 17,1   |
| 19,8   | 45-59 ans    | 15,1   |
| 20,3   | 30-44 ans    | 20,8   |
| 10,2   | 15-29 ans    | 14,7   |
| 24,1   | 0-14 ans     | 21,9   |

| Hommes | Classe d’âge | Femmes |
| ------ | ------------ | ------ |
| 1,1    | 90 ou +      | 2,6    |
| 9,2    | 75-89 ans    | 11,9   |
| 19,7   | 60-74 ans    | 20,4   |
| 20,7   | 45-59 ans    | 20     |
| 16,5   | 30-44 ans    | 16,2   |
| 15,2   | 15-29 ans    | 13,2   |
| 17,6   | 0-14 ans     | 15,7   |

## Économie

### Secteurs d'activité
Le tableau ci-dessous détaille le nombre d'entreprises implantées à Saint-Jean-Froidmentel selon leur secteur d'activité et le nombre de leurs salariés :
|                                                              | total | % com (% dep) | 0 salarié | 1 à 9 salarié(s) | 10 à 19 salariés | 20 à 49 salariés | 50 salariés ou plus |
| ------------------------------------------------------------ | ----- | ------------- | --------- | ---------------- | ---------------- | ---------------- | ------------------- |
| Ensemble                                                     | 27    | 100,0 (100)   | 17        | 9                | 1                | 0                | 0                   |
| Agriculture, sylviculture et pêche                           | 11    | 40,7 (11,8)   | 9         | 2                | 0                | 0                | 0                   |
| Industrie                                                    | 3     | 11,1 (6,5)    | 1         | 1                | 1                | 0                | 0                   |
| Construction                                                 | 2     | 7,4 (10,3)    | 1         | 1                | 0                | 0                | 0                   |
| Commerce, transports, services divers                        | 8     | 29,6 (57,9)   | 5         | 3                | 0                | 0                | 0                   |
| dont commerce et réparation automobile                       | 2     | 7,4 (17,5)    | 1         | 1                | 0                | 0                | 0                   |
| Administration publique, enseignement, santé, action sociale | 3     | 11,1 (13,5)   | 1         | 2                | 0                | 0                | 0                   |
| Champ : ensemble des activités.                              |       |               |           |                  |                  |                  |                     |

Le secteur agricole est important puisqu'il représente 40,7 % du nombre d'entreprises de la commune (11 sur 27), contre 11,8 % au niveau départemental. 
Sur les 27 entreprises implantées à Saint-Jean-Froidmentel en 2016, 17 ne font appel à aucun salarié, 9 comptent 1 à 9 salariés et 1 emploie entre 10 et 19 personnes
Au 1er juillet 2017, la commune est classée en zone de revitalisation rurale (ZRR), un dispositif visant à aider le développement des territoires ruraux principalement à travers des mesures fiscales et sociales. Des mesures spécifiques en faveur du développement économique s'y appliquent également.

### Agriculture
En 2010, l'orientation technico-économique de l'agriculture sur la commune est la polyculture et le polyélevage. Le département a perdu près d'un quart de ses exploitations en 10 ans, entre 2000 et 2010 (c'est le département de la région Centre-Val de Loire qui en compte le moins). Cette tendance se retrouve également au niveau de la commune où le nombre d'exploitations est passé de 19 en 1988 à 11 en 2000 puis à 11 en 2010. Parallèlement, la taille de ces exploitations augmente, passant de 52 ha en 1988 à 122 ha en 2010. 
Le tableau ci-dessous présente les principales caractéristiques des exploitations agricoles de Saint-Jean-Froidmentel, observées sur une période de 22 ans : 
|                                      | 1988                 | 2000                 | 2010                 |
| Dimension économique                 | Dimension économique | Dimension économique | Dimension économique |
| ------------------------------------ | -------------------- | -------------------- | -------------------- |
| Nombre d'exploitations (u)           | 19                   | 11                   | 11                   |
| Travail (UTA)                        | 28                   | 25                   | 18                   |
| Surface agricole utilisée (ha)       | 983                  | 1 423                | 1 340                |
| Cultures                             |                      |                      |                      |
| Terres labourables (ha)              | 927                  | 1 288                | 1 307                |
| Céréales (ha)                        | 677                  | 844                  | 749                  |
| dont blé tendre (ha)                 | 405                  | 455                  | 392                  |
| dont maïs-grain et maïs-semence (ha) | 130                  | 86                   | 38                   |
| Tournesol (ha)                       | 95                   |                      |                      |
| Colza et navette (ha)                | 71                   | 204                  | 269                  |
| Élevage                              |                      |                      |                      |
| Cheptel (UGBTA)                      | 453                  | 966                  | 594                  |

#### Produits labellisés
Le territoire de la commune est intégré aux aires de productions de divers produits bénéficiant d'une indication géographique protégée (IGP) : le vin Val-de-loire, les volailles de l’Orléanais et les volailles du Maine,.

## Culture locale et patrimoine

### Lieux et monuments
- Le château de Rougemont et la verrerie.
- Le château de Beauvoir.
- Moulin de Vernouillet.
- Moulin Vieux.
- Église Saint-Jean-Baptiste
- Gare de Saint-Jean-Froidmentel

#### Monument historique
Une huile sur panneaux de bois, représentant la sainte famille avec saint Jean-Baptiste, est classée depuis 2006. Elle se trouve à l'intérieur de l'église sur la nef et se compose de 4 planches de chêne. L'œuvre anonyme est datée du XVe siècle.

### Héraldique
|  | Les armoiries de Saint-Jean-Froidment |

Le décret de l'Assemblée nationale du 12 novembre 1789 décrète qu'« il y aura une municipalité dans chaque ville, bourg, paroisse ou communauté de campagne », mais ce n'est qu'avec le décret de la Convention nationale du 10 brumaire an II (31 octobre 1793) que la paroisse de Saint-Jean-Froidmentel devient formellement « commune de Saint-Jean-Froidmentel »,.allée de la Guette (inscrit au monument aux morts de Droué).